# كلايف هيد
كلايف هيد (بالإنجليزية: Clive Head)‏ هو رسام بريطاني، ولد في 1965 في ميدستون في المملكة المتحدة.